# دافي كيركوود
دافي كيركوود (بالإنجليزية: Davie Kirkwood)‏ هو لاعب كرة قدم ومدرب كرة قدم بريطاني في مركز الوسط، ولد في 27 أغسطس 1967 في سنت أندروز في المملكة المتحدة. شارك مع منتخب اسكتلندا تحت 21 سنة لكرة القدم. أما مع النوادي، فقد لعب مع ريث روفرز ونادي أردريونيانز ونادي إيست فيف ونادي رينجرز وهارت أوف ميدلوثيان.

## وصلات خارجية
- دافي كيركوود على موقع Soccerbase.com (لاعب) (الإنجليزية)